# Perils of the Jungle
Perils of the Jungle é um seriado estadunidense de 1927, gênero aventura, dirigido por Jack Nelson, em 10 capítulos, estrelado por Eugenia Gilbert, Frank Merrill e Bobby Nelson. Produzido e distribuído pela Weiss Brothers Artclass Pictures, veiculou nos cinemas estadunidenses a partir de 1 de julho de 1927.

## Sinopse
Através de selvas africanas, o explorador Rod Bedford e seu companheiro Joe Marks são capturados por uma tribo selvagem canibal. Kimpo, um rapaz branco, cuja presença na selva é tão misteriosa como sua imunidade aos selvagens, resgata-os. Os nativos têm pelo menino um medo supersticioso. Mais tarde, Bedford e Mark vêm ao acampamento de Alexander Marley, um arqueólogo, que está cego e com febre, e é cuidado por sua filha Phyllis e um homem chamado Hanley , que naufragou com eles na costa africana. Marley chegou à África buscando a sua outra filha, Helen e seu filho, que foram tomados em cativeiro através da perfídia de um assessor do marido de Helena, outro cientista. Marley morre, mas dá a Phyllis e Bedford, a metade a cada um, do mapa que irá ajudá-los a localizar a tribo selvagem de Bougagou, conhecida como os “tiger-man”, e que guarda um grande tesouro.

## Elenco
- Eugenia Gilbert	 ...	Phyllis Marley
- Frank Merrill	 ...	Rod Bedford
- Bobby Nelson	 ...	Kimpo
- Milburn Morante	 ...	Marks
- Albert J. Smith	 ...	Brute Hanley
- Will Herman	 ...	Moto
- Walter Maly		 ...	Stephens
- Harry Belmour	 ...	Alexander Marley (creditado Harry Belmore)
- Frank D. Hutter	 ...	Renee (creditado Frank Hutter)

## Detalhes do seriado
- Todos os 10 episódios sobreviveram, e estão arquivados no UCLA Film and Television Archives. Várias cenas foram reutilizadas, posteriormente, no filme “The White Gorilla”,[3] de 1945, que foi produzido pela Fraser & Merrick Pictures e distribuído pela Louis Weiss Company.

- Após Frank Merril atuar neste seriado, um ano depois, a Universal Pictures aventou fazer Tarzan the Mighty com Joe Bonomo, mas Bonomo fraturara a perna e se ferira em uma cena de Perils of the Wild,[4][5] e o diretor Jack Nelson lembraria então do campeão de ginástica Frank Merrill, que também já dublara com sucesso Elmo Lincoln em The Adventures of Tarzan, de 1921, e escolheria Merril para o papel de Tarzan.

## Capítulos
1. Jungle Trails
2. The Jungle King
3. The Elephant's Revenge
4. At the Lion's Mercy
5. The Sting of Death
6. The Trail of Brute
7. The Feast of Vengeance
8. The Leopards' Attack
9. The Tiger Men
10. One-Eyed Monsters

## Seriado no Brasil
O seriado estreou no Brasil em 5 de novembro de 1927, sob o título Perigo das Selvas, no Teatro Esperia, em São Paulo, pelo Programa Matarazzo.